# Museu Dostoievski
El museu Dostoievski (en rus: Литературно-мемориальный музей Ф. М. Достоевского) és un museu literari obert el 1971 a Sant Petersburg i dedicat a la vida i obra de l'escriptor rus Fiódor Dostoievski (1821-1881).
A la cantonada del carrer de Dostoievski, núm. 2 i el passatge dels Ferrers (Кузне́чный переу́лок, Kuznetxni pereúlok), núm. 5, es troba la casa on va viure l'escriptor des de 1878 fins a la seva mort. Aquí va escriure Els germans Karamàzov.

## Història
La vídua de l'escriptor, Anna Dostoiévskaia (1846-1918) va tenir la idea d'obrir un museu dedicat a Fiódor Dostoievski, però fugint dels horrors de la revolució de 1917, va morir a Ialta, Crimea, un any més tard en la solitud, lluny dels seus fills i nets. Tots els objectes reunits en l'antiga casa del famós escriptor van ser recollits per ella i enviats a un magatzem abans de sortir de Petrograd, però molts han desaparegut i la resta, amb algunes excepcions, van ser posteriorment venuts als arxius nacionals.
La iniciativa d'obrir aquest museu la va tenir l'arquitecte Gueórgui Pióntek (1928-2005) a la dècada de 1960.
El museu va ser inaugurat amb motiu del cent cinquanta aniversari del naixement de Dostoievski el 1971. Gran part de les peces exposades provenen del net de l'escriptor, Andrei Fiódorovitx Dostoievski (1908-1968) i componen la base del museu. Altres objectes i records familiars van ser cedits per la neboda de l'escriptor, Maria Vladímirovna Savostiànova.

## Museu

### Apartament
El museu està distribuït en dues plantes. L'apartament de l'escriptor és al primer pis i té una exposició permanent. Es tracta d'un apartament de cantonada com quasi tots els vint apartaments en els quals Dostoievski va viure a Sant Petersburg. L'interior consta d'arxius i records contemporanis seus. També es presenten llibres i objectes personals i familiars dels seus descendents disposats de manera que sembli que Dostoievski encara viu allà. L'exposició permanent està dedicada a la vida i obra de l'escriptor.

### Sales d'exposició
Les sales d'exposició de la planta baixa estan dedicades a exposicions d'artistes contemporanis de Dostoievski, amb fotografies i arxius literaris. També es presenten materials amb relació a la formació de l'escriptor, els seus viatges a Europa i la seva activitat literària. Diverses edicions dels seus llibres en diferents idiomes estan disponibles a la vista del públic. També s'organitzen vetllades literàries o musicals. En una sala es projecten pel·lícules relacionades amb l'obra de Dostoievski.
La biblioteca del museu conté quasi vint-i-cinc mil llibres i alguns manuscrits. S'enriqueix amb donacions d'any en any.